# Fußball-Club Bayern München 1995-1996
Questa voce raccoglie le informazioni riguardanti il Fußball-Club Bayern München nelle competizioni ufficiali della stagione 1995-1996.

## Stagione
Nella sessione estiva di calciomercato vengono ingaggiati tra gli altri Jürgen Klinsmann e Andreas Herzog, mentre la guida della squadra viene affidata a Otto Rehhagel. I bavaresi sono sconfitti nel secondo turno della Coppa di Germania dal Fortuna Düsseldorf, ma sono assoluti protagonisti in Coppa UEFA: dopo aver perso 1-0 in casa la prima partita contro la Lokomotiv Mosca vincono 5-0 nel ritorno, e si qualificano ai sedicesimi. Eliminano poi in successione Raith Rovers, Benfica e Nottingham Forest, sempre vincendo tutte le partite, e approdano così in semifinale; qui trovano il Barcellona, che viene sconfitto 2-1 al Camp Nou, ed è eliminato grazie al 2-2 dell'andata. Intanto, dall'inizio campionato il Bayern si alterna alla testa della classifica con il Borussia Dortmund, e il 27 aprile le due squadre si trovano nuovamente appaiate al primo posto in seguito alla sconfitta interna dei Rossi con l'Hansa Rostock. La squadra viene affidata a Franz Beckenbauer, che torna a sedersi in panchina a due anni di distanza dall'ultima volta; il Bayern sconfigge in entrambe le gare della finale continentale il Bordeaux e conquista così la Coppa UEFA, l'ultima delle tre competizioni UEFA per club principali che gli manca, inoltre Klinsmann è capocannoniere della manifestazione. Il campionato viene invece terminato al secondo posto, a sei punti dai giallo-neri.

## Maglie e sponsor
| Casa | Trasferta | Terza divisa |  |

## Rosa
| N. |                     | Ruolo | Calciatore          |
| -- | ------------------- | ----- | ------------------- |
| 1  | Germania (bandiera) | P     | Oliver Kahn         |
| 2  | Germania (bandiera) | D     | Markus Babbel       |
| 3  | Germania (bandiera) | C     | Dieter Frey         |
| 4  | Germania (bandiera) | D     | Oliver Kreuzer      |
| 5  | Germania (bandiera) | D     | Thomas Helmer       |
| 6  | Germania (bandiera) | C     | Christian Nerlinger |
| 7  | Germania (bandiera) | C     | Mehmet Scholl       |
| 8  | Germania (bandiera) | C     | Thomas Strunz       |
| 9  | Francia (bandiera)  | A     | Jean-Pierre Papin   |
| 10 | Germania (bandiera) | D     | Lothar Matthäus     |

| N. |                     | Ruolo | Calciatore        |
| -- | ------------------- | ----- | ----------------- |
| 11 | Germania (bandiera) | A     | Marcel Witeczek   |
| 12 | Germania (bandiera) | P     | Sven Scheuer      |
| 14 | Svizzera (bandiera) | C     | Ciriaco Sforza    |
| 16 | Germania (bandiera) | C     | Dietmar Hamann    |
| 17 | Germania (bandiera) | C     | Christian Ziege   |
| 18 | Germania (bandiera) | A     | Jürgen Klinsmann  |
| 19 | Bulgaria (bandiera) | A     | Emil Kostadinov   |
| 21 | Germania (bandiera) | A     | Alexander Zickler |
| 23 | Germania (bandiera) | P     | Michael Probst    |
| 26 | Germania (bandiera) | D     | Roman Grill       |

## Organigramma societario
Area direttiva
- Presidente:  Franz Beckenbauer

Area tecnica
- Allenatore: Franz Beckenbauer
- Allenatore in seconda: Klaus Augenthaler
- Preparatore dei portieri: Sepp Maier
- Preparatori atletici:

## Calciomercato

### Sessione estiva
| Acquisti | Acquisti         | Acquisti       | Acquisti |
| R.       | Nome             | da             | Modalità |
| -------- | ---------------- | -------------- | -------- |
| C        | Andreas Herzog   | Werder Brema   |          |
| A        | Jürgen Klinsmann | Tottenham      |          |
| P        | Michael Probst   | SV Lohhof      |          |
| C        | Ciriaco Sforza   | Kaiserslautern |          |
| C        | Thomas Strunz    | Stoccarda      |          |

| Cessioni | Cessioni          | Cessioni              | Cessioni |
| R.       | Nome              | a                     | Modalità |
| -------- | ----------------- | --------------------- | -------- |
| D        | Samuel Kuffour    | Norimberga            |          |
| C        | Alain Sutter      | Friburgo              |          |
| P        | Uwe Gospodarek    | Bochum                |          |
| D        | Marco Grimm       | Stoccarda             |          |
| C        | Markus Schupp     | Eintracht Francoforte |          |
| C        | Michael Sternkopf | Borussia M'gladbach   |          |

### Sessione invernale
| Acquisti | Acquisti | Acquisti | Acquisti |
| R.       | Nome     | da       | Modalità |
| -------- | -------- | -------- | -------- |

| Cessioni | Cessioni | Cessioni | Cessioni |
| R.       | Nome     | a        | Modalità |
| -------- | -------- | -------- | -------- |

## Risultati

### Bundesliga

#### Girone di andata
| Arbitro: | Dardenne |

|                                  |           |                      |
| Herzog 31’ Helmer 50’ Scholl 68’ | Marcatori | 2’ Spörl 74’ Fischer |

| Arbitro: | Heynemann |

|               |           |                                                                     |
| Knup 37’, 80’ | Marcatori | 13’ Ziege 17’ Kreuzer 23’, 71’ Zickler 57’ Hamann 68’ (rig.) Scholl |

| Arbitro: | Pohlmann |

|                      |           |  |
| Papin 27’ Helmer 70’ | Marcatori |  |

| Arbitro: | Weber |

|  |           |                         |
|  | Marcatori | 74’ Ziege 87’ Nerlinger |

| Arbitro: | Malbranc |

|                    |           |  |
| Klinsmann 10’, 89’ | Marcatori |  |

| Arbitro: | Strampe |

|                              |           |                            |
| Brehme 20’ (rig.) Hengen 56’ | Marcatori | 13’, 87’ Babbel 45’ Sforza |

| Arbitro: | Kasper |

|                      |           |  |
| Klinsmann 89’ (rig.) | Marcatori |  |

| Arbitro: | Steinborn |

|                                     |           |               |
| Reuter 41’ (rig.) Sosa 79’ Zorc 82’ | Marcatori | 49’ Nerlinger |

| Arbitro: | Heynemann |

|           |           |                                 |
| Papin 88’ | Marcatori | 20’ Effenberg 82’ (aut.) Herzog |

| Arbitro: | Dardenne |

|  |           |               |
|  | Marcatori | 10’ Klinsmann |

| Arbitro: | Weber |

|                                                           |           |                          |
| Strunz 45’ Zickler 49’, 85’ Scholl 63’ (rig.), 90’ (rig.) | Marcatori | 77’ Kruse 79’, 84’ Élber |

| Arbitro: | Aust |

|                                    |           |            |
| Hagner 6’, 74’ Mornar 28’ Binz 87’ | Marcatori | 52’ Helmer |

| Rostock 10 novembre 1995, ore 19:30 CET 13ª giornata | Hansa Rostock | 0 – 0 referto | Bayern Monaco | Ostseestadion (25 700 spett.)\| Arbitro: \| Berg \| |
| Arbitro:                                             | Berg          |               |               |                                                     |

| Arbitro: | Krug |

|                          |           |  |
| Klinsmann 6’ Zickler 86’ | Marcatori |  |

| Colonia 26 novembre 1995, ore 18:00 CET 15ª giornata | Colonia  | 0 – 0 referto | Bayern Monaco | Müngersdorfer Stadion (54 000 spett.)\| Arbitro: \| Fröhlich \| |
| Arbitro:                                             | Fröhlich |               |               |                                                                 |

| Arbitro: | Zerr |

|                                                    |           |  |
| Sforza 21’ Scholl 55’ Nerlinger 62’ Kostadinov 85’ | Marcatori |  |

| Arbitro: | Merk |

|  |           |                                 |
|  | Marcatori | 46’ Hamann 86’ (rig.) Klinsmann |

#### Girone di ritorno
| Arbitro: | Heynemann |

|                              |           |            |
| Breitenreiter 85’ Jähnig 88’ | Marcatori | 28’ Scholl |

| Arbitro: | Strampe |

|            |           |                                 |
| Scholl 54’ | Marcatori | 15’, 50’ Dundee 72’, 78’ Bender |

| Arbitro: | Habermann |

|            |           |                                                                 |
| Meijer 86’ | Marcatori | 19’ Helmer 52’, 88’ Strunz 57’ Klinsmann 61’ Zickler 85’ Scholl |

| Arbitro: | Jansen |

|                                   |           |                        |
| Klinsmann 7’, 26’ Zickler 9’, 20’ | Marcatori | 33’ Bodden 64’ Winkler |

| Arbitro: | Dardenne |

|                             |           |                      |
| Decheiver 43’, 51’ Todt 88’ | Marcatori | 15’ (rig.) Klinsmann |

| Arbitro: | Weber |

|                      |           |  |
| Herzog 12’ Ziege 67’ | Marcatori |  |

| Arbitro: | Steinborn |

|            |           |                            |
| Sérgio 41’ | Marcatori | 40’ Nerlinger 54’ Matthäus |

| Arbitro: | Merk |

|            |           |  |
| Scholl 37’ | Marcatori |  |

| Arbitro: | Heynemann |

|                                 |           |               |
| Pettersson 21’, 43’ Wynhoff 88’ | Marcatori | 34’ Klinsmann |

| Arbitro: | Werthmann |

|               |           |                |
| Klinsmann 89’ | Marcatori | 43’ Schweißing |

| Arbitro: | Krug |

|  |           |               |
|  | Marcatori | 48’ Klinsmann |

| Arbitro: | Fröhlich |

|            |           |            |
| Scholl 47’ | Marcatori | 29’ Hagner |

| Arbitro: | Aust |

|  |           |               |
|  | Marcatori | 63’ Akpoborie |

| Arbitro: | Steinborn |

|                          |           |                     |
| Hobsch 42’ Bode 50’, 65’ | Marcatori | 14’, 23’ Kostadinov |

| Arbitro: | Zerr |

|                                  |           |                                        |
| Kostadinov 4’, 61’ Klinsmann 53’ | Marcatori | 48’ (aut.) Matthäus 73’ (rig.) Polster |

| Arbitro: | Strampe |

|                     |           |            |
| Thon 36’ Müller 90’ | Marcatori | 45’ Strunz |

| Arbitro: | Wagner |

|                    |           |                   |
| Klinsmann 72’, 83’ | Marcatori | 6’ Judt 25’ Cyroń |

### Coppa di Germania
| Arbitro: | Merk |

|  |           |            |
|  | Marcatori | 39’ Babbel |

| Arbitro: | Berg |

|                                   |           |            |
| Pančev 22’ Cyroń 79’ Seeliger 90’ | Marcatori | 73’ Helmer |

### Coppa UEFA
| Arbitro: | Goethals |

|  |           |               |
|  | Marcatori | 70’ Charlačëv |

| Arbitro: | Nilsson |

|  |           |                                                     |
|  | Marcatori | 26’, 35’ Klinsmann 39’ Herzog 45’ Scholl 78’ Strunz |

| Arbitro: | Harrel |

|  |           |                   |
|  | Marcatori | 6’, 73’ Klinsmann |

| Arbitro: | Melnichuk |

|                          |           |                   |
| Klinsmann 50’ Babbel 64’ | Marcatori | 43’ (aut.) Herzog |

| Arbitro: | Gallagher |

|                              |           |           |
| Klinsmann 26’, 31’, 44’, 46’ | Marcatori | 30’ Dimas |

| Arbitro: | Mikkelsen |

|           |           |                               |
| Valdo 14’ | Marcatori | 32’, 68’ Klinsmann 83’ Herzog |

| Arbitro: | Nieto |

|                          |           |             |
| Klinsmann 16’ Scholl 44’ | Marcatori | 17’ Chettle |

| Arbitro: | Ceccarini |

|           |           |                                                   |
| Stone 85’ | Marcatori | 30’ Ziege 43’ Strunz 65’, 79’ Klinsmann 73’ Papin |

| Arbitro: | Piraux |

|                         |           |                    |
| Witeczek 52’ Scholl 57’ | Marcatori | 14’ Óscar 77’ Hagi |

| Arbitro: | Uzunov |

|          |           |                         |
| Peña 89’ | Marcatori | 40’ Babbel 84’ Witeczek |

| Arbitro: | Muhmenthaler |

|                       |           |  |
| Helmer 34’ Scholl 60’ | Marcatori |  |

| Arbitro: | Žuk |

|            |           |                                         |
| Dutuel 75’ | Marcatori | 53’ Scholl 65’ Kostadinov 77’ Klinsmann |

## Statistiche

### Statistiche di squadra
| Competizione      | Punti | In casa | In casa | In casa | In casa | In casa | In casa | In trasferta | In trasferta | In trasferta | In trasferta | In trasferta | In trasferta | Totale | Totale | Totale | Totale | Totale | Totale | DR  |
| Competizione      | Punti | G       | V       | N       | P       | Gf      | Gs      | G            | V            | N            | P            | Gf           | Gs           | G      | V      | N      | P      | Gf     | Gs     | DR  |
| ----------------- | ----- | ------- | ------- | ------- | ------- | ------- | ------- | ------------ | ------------ | ------------ | ------------ | ------------ | ------------ | ------ | ------ | ------ | ------ | ------ | ------ | --- |
| Bundesliga        | 62    | 17      | 11      | 3       | 3       | 35      | 20      | 17           | 8            | 2            | 7            | 31           | 26           | 34     | 19     | 5      | 10     | 66     | 46     | +20 |
| Coppa di Germania | -     | 0       | 0       | 0       | 0       | 0       | 0       | 2            | 1            | 0            | 1            | 2            | 3            | 2      | 1      | 0      | 1      | 2      | 3      | -1  |
| Coppa UEFA        | -     | 6       | 4       | 1       | 1       | 12      | 6       | 6            | 6            | 0            | 0            | 20           | 4            | 12     | 10     | 1      | 1      | 32     | 10     | +22 |
| Totale            | 62    | 23      | 15      | 4       | 4       | 47      | 26      | 25           | 15           | 2            | 8            | 53           | 33           | 48     | 30     | 6      | 12     | 100    | 59     | +41 |

### Andamento in campionato
| Giornata  | 1 | 2 | 3 | 4 | 5 | 6 | 7 | 8 | 9 | 10 | 11 | 12 | 13 | 14 | 15 | 16 | 17 | 18 | 19 | 20 | 21 | 22 | 23 | 24 | 25 | 26 | 27 | 28 | 29 | 30 | 31 | 32 | 33 | 34 |
| --------- | - | - | - | - | - | - | - | - | - | -- | -- | -- | -- | -- | -- | -- | -- | -- | -- | -- | -- | -- | -- | -- | -- | -- | -- | -- | -- | -- | -- | -- | -- | -- |
| Luogo     | C | T | C | T | C | T | C | T | C | T  | C  | T  | T  | C  | T  | C  | T  | T  | C  | T  | C  | T  | C  | T  | C  | T  | C  | T  | C  | C  | T  | C  | T  | C  |
| Risultato | V | V | V | V | V | V | V | P | P | V  | V  | P  | N  | V  | N  | V  | V  | P  | P  | V  | V  | P  | V  | V  | V  | P  | N  | V  | N  | P  | P  | V  | P  | N  |
| Posizione | 2 | 1 | 1 | 1 | 1 | 1 | 1 | 1 | 1 | 1  | 1  | 2  | 2  | 2  | 2  | 2  | 2  | 2  | 2  | 2  | 2  | 2  | 2  | 2  | 2  | 2  | 2  | 2  | 2  | 2  | 2  | 2  | 2  | 2  |

Legenda:

Luogo: C = Casa; T = Trasferta. Risultato: V = Vittoria; N = Pareggio; P = Sconfitta.

### Statistiche dei giocatori
| Giocatore     | Bundesliga | Bundesliga | Bundesliga  | Bundesliga | Coppa di Germania | Coppa di Germania | Coppa di Germania | Coppa di Germania | Coppa UEFA | Coppa UEFA | Coppa UEFA  | Coppa UEFA | Totale   | Totale | Totale      | Totale     |
| Giocatore     | Presenze   | Reti       | Ammonizioni | Espulsioni | Presenze          | Reti              | Ammonizioni       | Espulsioni        | Presenze   | Reti       | Ammonizioni | Espulsioni | Presenze | Reti   | Ammonizioni | Espulsioni |
| ------------- | ---------- | ---------- | ----------- | ---------- | ----------------- | ----------------- | ----------------- | ----------------- | ---------- | ---------- | ----------- | ---------- | -------- | ------ | ----------- | ---------- |
| M. Babbel     | 30         | 2          | 4           | 0          | 2                 | 1                 | 0                 | 0                 | 9          | 2          | 2           | 0          | 41       | 5      | 6           | 0          |
| D. Frey       | 8          | 0          | 1           | 0          | 0                 | 0                 | 0                 | 0                 | 6          | 0          | 1           | 0          | 14       | 0      | 2           | 0          |
| R. Grill      | 0          | 0          | 0           | 0          | 0                 | 0                 | 0                 | 0                 | 1          | 0          | 0           | 0          | 1        | 0      | 0           | 0          |
| D. Hamann     | 20         | 2          | 3           | 1          | 2                 | 0                 | 0                 | 0                 | 7          | 0          | 2           | 0          | 29       | 2      | 5           | 1          |
| T. Helmer     | 32         | 4          | 7           | 1          | 2                 | 1                 | 0                 | 0                 | 12         | 1          | 2           | 0          | 46       | 6      | 9           | 1          |
| A. Herzog     | 28         | 2          | 2           | 0          | 2                 | 0                 | 0                 | 0                 | 7          | 2          | 0           | 0          | 37       | 4      | 2           | 0          |
| O. Kahn       | 32         | 0          | 3           | 1          | 2                 | 0                 | 0                 | 0                 | 12         | 0          | 0           | 0          | 46       | 0      | 3           | 1          |
| J. Klinsmann  | 32         | 16         | 0           | 0          | 1                 | 0                 | 0                 | 0                 | 12         | 15         | 1           | 0          | 45       | 31     | 1           | 0          |
| E. Kostadinov | 18         | 5          | 2           | 0          | 2                 | 0                 | 0                 | 0                 | 4          | 1          | 0           | 0          | 24       | 6      | 2           | 0          |
| O. Kreuzer    | 19         | 1          | 8           | 0          | 0                 | 0                 | 0                 | 0                 | 8          | 0          | 0           | 0          | 27       | 1      | 8           | 0          |
| L. Matthäus   | 19         | 1          | 6           | 0          | 0                 | 0                 | 0                 | 0                 | 7          | 0          | 1           | 0          | 26       | 1      | 7           | 0          |
| C. Nerlinger  | 28         | 4          | 4           | 0          | 2                 | 0                 | 2                 | 0                 | 8          | 0          | 1           | 0          | 38       | 4      | 7           | 0          |
| J. Papin      | 20         | 2          | 1           | 0          | 2                 | 0                 | 0                 | 0                 | 6          | 1          | 2           | 0          | 28       | 3      | 3           | 0          |
| M. Probst     | 2          | 0          | 0           | 0          | 0                 | 0                 | 0                 | 0                 | 0          | 0          | 0           | 0          | 2        | 0      | 0           | 0          |
| S. Scheuer    | 2          | 0          | 0           | 0          | 0                 | 0                 | 0                 | 0                 | 0          | 0          | 0           | 0          | 2        | 0      | 0           | 0          |
| M. Scholl     | 30         | 10         | 4           | 1          | 2                 | 0                 | 1                 | 0                 | 11         | 5          | 1           | 0          | 43       | 15     | 6           | 1          |
| C. Sforza     | 30         | 2          | 5           | 0          | 2                 | 0                 | 0                 | 0                 | 12         | 0          | 1           | 0          | 44       | 2      | 6           | 0          |
| T. Strunz     | 24         | 4          | 9           | 0          | 2                 | 0                 | 0                 | 0                 | 9          | 2          | 2           | 0          | 35       | 6      | 11          | 0          |
| A. Sutter     | 0          | 0          | 0           | 0          | 0                 | 0                 | 0                 | 0                 | 1          | 0          | 0           | 0          | 1        | 0      | 0           | 0          |
| M. Witeczek   | 20         | 0          | 2           | 0          | 1                 | 0                 | 0                 | 0                 | 8          | 2          | 0           | 0          | 29       | 2      | 2           | 0          |
| A. Zickler    | 25         | 8          | 3           | 0          | 2                 | 0                 | 0                 | 0                 | 8          | 0          | 1           | 0          | 35       | 8      | 4           | 0          |
| C. Ziege      | 33         | 3          | 10          | 0          | 1                 | 0                 | 0                 | 0                 | 10         | 1          | 3           | 0          | 44       | 4      | 13          | 0          |